# Atelopus franciscus
Atelopus franciscus é uma espécie de sapo da família Bufonidae. Ele é endêmico na Guiana Francesa. Seu habitat natural são as florestas úmidas das terras baixas, em áreas tropicais e subtropicais, e rios. Está ameaçado pela perda do seu habitat.